# Afrixalus schneideri
Espèce
Synonymes
- Megalixalus schneideri Boettger, 1889

Statut de conservation UICN

 DD  : Données insuffisantes
Afrixalus schneideri est une espèce d'amphibiens de la famille des Hyperoliidae.

## Répartition
Cette espèce est endémique du Cameroun. Elle est uniquement connue de la localité de Bonamandune, près de Douala,.

## Taxinomie
Ce taxon, connu que par son type, est soit valide, soit une forme aberrante de Afrixalus paradorsalis.

## Étymologie
Cette espèce est nommée en l'honneur de Carl Schneider.

## Publication originale
- Boettger, 1889 : Herpetologische Miscellen. Bericht über die Senckenbergische Naturforschende Gesellschaft in Frankfurt am Main, vol. 1889, p. 267-316 (texte intégral).